# 제2회 DMZ국제다큐영화제
제2회 DMZ국제다큐영화제는 2010년 9월 9일에 열린 시상식이다.

## 수상 및 후보

### 국제경쟁 - 흰기러기상
- 체코에 평화를 - 비트 클루삭 외 1명 수상

### 국제경쟁 - 심사위원 특별상
- 오체투지 다이어리 - 지금종 외 1명 수상

### 한국경쟁 - 최우수한국다큐멘터리상
- 용산 남일당 이야기 - 오두희 수상

### 국제경쟁
- 드라이브 - 브론윈 퍼비스 외 1명
- 머나먼 길 - 스테파니 라모르
- 모정 만 리 - 앨런 그로스먼 외 1명
- 아이언 크로우즈 - 박봉남
- 어머니의 이름, 파키타 - 다비드 몬카시
- 완벽한 사람은 없잖아 - 사스키아 비스프
- 인디파다 뉴욕 - 데이빗 티그
- 에너미 오브 더 피플 - 뎃 샘바스 외 1명
- 일본식남자응원단 - 오스가 야스유키 외 1명
- 중금속 인생 - 진 후아칭 외 1명
- 천도 10년 - 막심 포즈도롭킨

### 한국경쟁
- 나의 길 위에서 - 하샛별
- 사요나라 안녕 짜이쩬 - 고명성
- 소피와 수진 사이 - 최윤정
- 아이 고 - 이은진
- 저 달이 차기 전에 - 서세진
- 조금 불편한 그다지 불행하지 않은 0.24 - 임덕윤
- 죽은 개를 찾아서 - 김숙현

### DMZ 초이스
- 강을 건너는 사람들 - 김덕철
- 금지된 예술 - 아만다 포프 외 1명
- 나는 어떻게 전쟁을 기록했나 - 유발 사지브
- 다윈의 악몽 - 휴베르트 소퍼
- 르완다의 꽃 - 다비드 무뇨스
- 베오그라드의 유령 - 요반 B. 토도로비치
- 버드러스 - 줄리아 바차
- 소리를 찾아서 - 닉 셔먼
- 이란의 절반 - 락샨 바니 에테마드
- 캐지노 잭 앤 더 유나이티드 스테이즈 오브 머니 - 알렉스 기브니
- 투실라고 - 요나스 오델

### 시네마테라스
- 귀를 기울이면 - 후안 바케로
- 주차장 사람들 - 메건 엑크만
- B1 - 펠리페 브라가 외 1명

### 삶의 기록, 다큐멘터리
- 나의 말을 지켜봐 - 어느 귀 먼 연예인들의 이야기 - 힐러리 스칼
- 마음의 가시 - 미셸 공드리
- 사랑의 찬가 - 스테파노 콘시글리오
- 암병동 - 파벨 로진스키

### 닥 얼라이언스
- 도착한 사람들 - 클로딘 보리스 외 1명
- 메트로블랜딩 - 아나 블라드 외 1명
- 에이쉰 - 니콜라스 와디모프
- 수증기에 맺힌 인생 - 요나스 베리헬 외 1명
- 인투 이터너티 - 마이클 매드슨

### 스페셜 포커스
- 1989 가을, 라이프치히 - 게르트 크로스케 외 1명
- 거대한 피라미드 - 프라우케 핀스터발더
- 골조브의 아이들 - 40년 기록의 대단원 - 바바라 융에 외 1명
- 베를린-슈테틴 - 폴커 쾹
- 장벽 붕괴, 그 후 - 에릭 블랙 외 1명
- 카우보이 Vs. 공산주의자 - 제스 피스트
- 게르니카(영어판) - 알랭 레네 외 1명
- 나는 베트남, 너는 이라크 - 론 오스굿
- 러시안 레슨스 - 올가 콘스카야 외 1명
- 밤과 안개 - 알랭 레네
- 보물을 찾아서 - 다리어스 마더
- 서바이버즈 - 제흐리경찰서의 날들 - 강경란
- 어머니의 눈물 - 압바스 가잘리 외 1명
- 하지 말아야 될 것들 - 김경만
- Three Memories - 윤덕현
- 09-03-15 결전의 날 - 후안 카라스칼 이니고 외 1명
- 바나나스!* - 프레드릭 게르튼
- 아주 나쁜 놀이터 - 라스 에드만 외 1명
- 눈을 크게 떠라 - 좌파가 집권한 남미를 가다 - 곤잘로 아리온
- 192-399 - 더불어사는 집 이야기 - 이현정
- 두밀리 - 새로운 학교가 열린다 - 홍형숙
- 변방에서 중심으로 - 홍형숙
- 옥포만에 메아리칠 우리들의 노래를 위하여_'90 대우 - 다큐멘터리작가회의
- 전열 - 다큐멘터리작가회의
- 전장에서 나는 - 공미연
- 미친 시간 - 이마리오